# Ignacy Dominik Downar-Zapolski
Ignacy Dominik Downar-Zapolski (ur. 31 lipca 1829 w Tołkaczewiczach, zm. 5 lutego 1865 w Suwałkach) – polski fotograf, gitarzysta.

## Życiorys
Urodził się we wsi Tołkaczewicze 31 lipca 1829 jako syn Hilarego i jego żony Urszuli z Chodasewiczów. Uczył się w Mińsku i następnie podjął pracę jako urzędnik w Izbie Dóbr Państwowych. 
W 1848 wraz ze swoim przyjacielem Michałem Bokiem utworzyli organizację spiskową z którą w następnym roku przystąpili do Związku Bratniego Młodzieży Litewskiej kierowanego przez braci Franciszka i Aleksandra Dalewskich. W tym samym roku nastąpiła dekonspiracja oraz liczne aresztowania. Ignacy Downar-Zapolski wyrokiem sądu został skazany na służbę wojskową i został wysłany do 2 orenburskiego batalionu liniowego. W trakcie służby w czasie nauczył się gry na gitarze i pierwsze koncerty dał w Orenburgu.
W listopadzie 1856 otrzymał zwolnienie ze służby i pozwolenie na powrót do kraju. Koncertowanie było jego źródłem utrzymania - występował w:

1. Moskwie,
2. Witebsku,
3. Mińsku,
4. Wilnie,
5. Grodnie,
6. Kownie,
7. Białymstoku,
8. Lublinie,
9. Płocku,
10. Busku,
11. Solcu,
12. Warszawie,
13. Łomży,
14. oraz w Suwałkach.

W recenzjach porównywany był do ówczesnego wirtuoza gry na gitarze Marka Sokołowskiego. W 1860 poślubił Annę Konstancję Żdżarską siostrę swojego towarzysza z zsyłki i córkę Augustyna Żdżarskiego, wtedy też zaprzestał koncertowania. Zamieszkał w Suwałkach i poświęcił się fotografii. Po paru latach pracy był uważany za pierwszego w tym zawodzie w mieście. Wśród jego znajomych był Władysław Syrokomla
Zmarł na gruźlicę 5 lutego 1865, zakład zaś był prowadzony dalej przez wdowę oraz jej drugiego męża Antoniego Sadowskiego.